# Королівська бутанська поліція

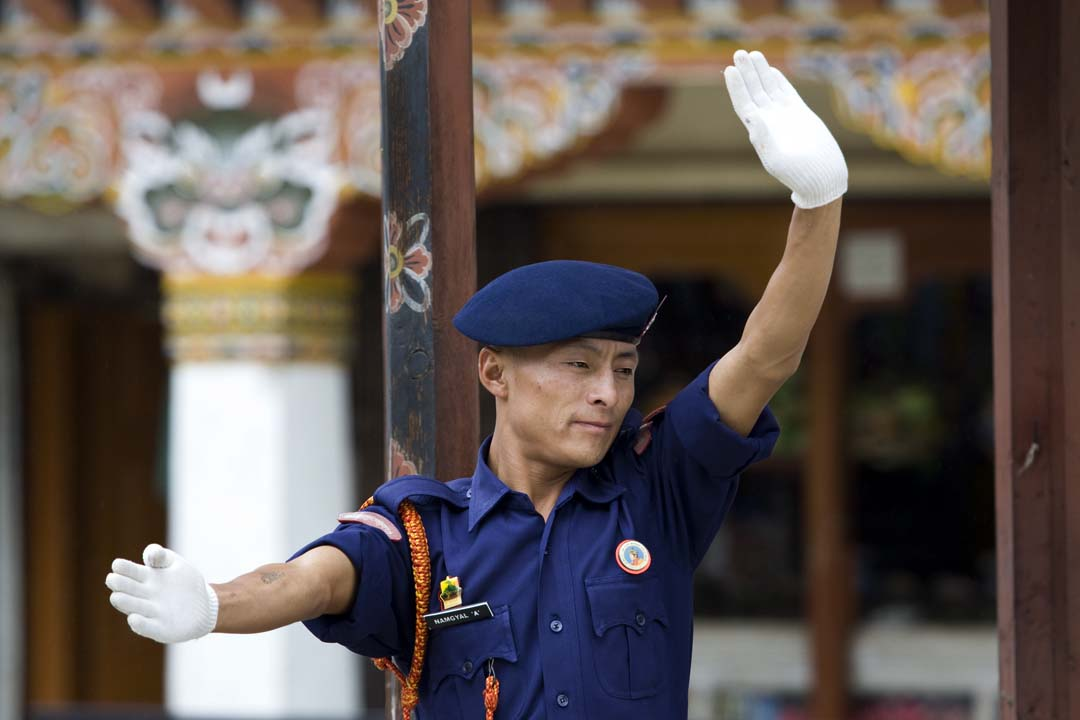
Поліцейський регулює рух на вулиці в Тхімпху

Королівська бутанська поліція (КБП) є незалежним підрозділом Королівської бутанської армії, що відповідає за підтримання законності і правопорядку та профілактику злочинності. Начальником поліції є Максі Гом (полковник) Кіпчу Намг'єл.

## Історія
КБП була утворена 1 вересня 1965 року з 555 осіб, переведених з Королівської бутанської армії, а підрозділ спочатку називався бутанські прикордонники. 
У 1988 році в Тхімпху був утворений відділ дактилоскопії.
19 вересня 2005 року Бутан став членом Інтерполу. Національне центральне бюро Інтерполу розташоване в штаб-квартирі КБП в Тхімпху.

## Організація
Королівською бутанською поліцією командує начальник поліції, який підпорядкований Міністерству внутрішніх справ і культури. Йому допомагає заступник начальника поліції. Штаб-квартира КБП знаходиться в Тхімпху і ділиться на три відділи під безпосереднім керівництвом начальника поліції:
Загальний відділ
- Забезпечення КБП
- Управління тюрмами

Кримінальний відділ
- Попередження злочинності
- Розслідування кримінальних справ
- Архів кримінальних справ
- Науково-дослідна робота
- Управління дорожнім рухом

Адміністративний відділ
- Навчання
- ВІП охорона
- Автотранспорт
- Комунікаційні системи
- Зброя та боєприпаси
- Публікації
- Спортивні заходи

## Функції
Крім своїх стандартних функцій, КБП виконувала функції прикордонників, пожежників і надавала першу медичну допомогу. У 1975 році, у відповідь на збільшення кількості ДТП в результаті будівництва доріг і збільшення кількості автомобілів, поліція створила експериментальні мобільні суди, що складалися із співробітників КБП і суддів, щоб виносити судові рішення безпосередньо на місці події.

## Підготовка
Новобранці проходять підготовку в поліцейських навчальних центрах Zilnon Namgyeling (Тхімпху), Jigmeling (Гелепху) і Tashigatshel (Чукха). До 9-місячного базового навчального курсу для поліцейських входять: фізична підготовка, навички поводження зі зброєю, бойові мистецтва (тхеквондо), право, суспільні відносини і боротьба з заворушеннями, методи розслідування злочинів, управління дорожнім рухом, ВІП-супровід і Дріглам Намжа.
Додатковий 6-тижневий курс включає в себе наукові методи розслідування злочинів, фотографію, управління, бухгалтерський облік, поводження з собаками і інші суміжні спеціальності.
Проводяться також 6-тижневі курси підвищення кваліфікації.
Спеціально відібрані офіцери направляються для проходження основної та поглибленої підготовки за кордоном. В Індії офіцери КБП проходять підготовку в поліцейських академіях Хайдарабада і Пенджабу. Офіцери також навчаються в Австралії, де проходять підготовку по аналізу ДНК та інших сучасних методах судово-медичної експертизи. Офіцери також вчаться на курсах по управлінню поліцією в Сінгапурі.